# Partido de Daireaux
Daireaux (pronunciado /'deró/ en castellano) es uno de los 135 partidos de la provincia argentina de Buenos Aires, ubicado en el interior de esta provincia. Su cabecera es la ciudad de Daireaux. Forma parte de la Sexta Sección Electoral de la Provincia de Buenos Aires.
Anteriormente denominado Partido de Caseros, evocando la batalla de Caseros, del 3 de febrero de 1852. Por Ley N° 7613 del 25 de junio de 1970 se sustituye la denominación anterior por la de Daireaux, en homenaje a los hermanos ganaderos y agricultores franceses Emilio Daireaux (también escritor, abogado y periodista) y Godofredo Daireaux (a su vez reconocido autor literario, docente, funcionario público y mecenas de artistas), propietarios de tierras del lugar. Su autonomía como partido se consiguió en 1910 gracias al también fundador de su ciudad cabecera, el italiano Pablo Guglieri.
El partido de Daireaux está ubicado hacia el oeste del centro de la provincia de Buenos Aires, en una zona agrícola-ganadera. Forma parte de la región pampeana, predomina el relieve de llanura levemente ondulada, con algunas formaciones medanosas más frecuentes a medida que avanza hacia el oeste. No existen pendientes pronunciadas.

## Límites del Partido
Limita con los partidos de:
- Bolívar
- Coronel Suárez
- Hipólito Yrigoyen
- Trenque Lauquen
- Guaminí
- General La Madrid
- Olavarría
- Pehuajó

## Demografía
| Población | 7.382 | 12.833  | 12.075 | 12.247 | 13.716  | 14.694 | 15.857 | 16.889 | 18.422 |
| Variación | -     | +73,84% | -5,90% | +1,42% | +11,99% | +7,13% | +7,91% | +6,50% | +9,1%  |

### Estructura
Según el censo 2022 la población total es de 18.422 personas, repartidas en 9.397 mujeres y 9.025 hombres, con un índice de masculinidad de 96,0 hombres por cada 100 mujeres. 
La edad mediana de la población es de 35 años (36 años entre las mujeres y 33 años entre los hombres).
El 14,6% de la población tiene más de 65 años (frente al 12,4 en 2010), y el 3,4 de la población tiene más de 80 años (frente al 3,1% en 2010)

### Salud y educación
El 76,1% de la población tiene al menos un tipo de cobertura de salud. 
Unas 5 804 personas asisten a algún tipo de establecimiento educativo de cualquier nivel y unas 1 971 personas tienen un título terciario o superior (16,7% sobre el total de la población instruida). La tasa de alfabetización es del 99,3

### Migraciones
De las personas residentes en el partido, unas 1 954 (10,6% del total de población) nacieron en otra provincia, y unas  354 (1,9% del total de población) lo hicieron fuera del país, siendo los grupos de inmigrantes más numerosos los provenientes de:
- Paraguay: 62 personas
- Bolivia: 41 personas
- Colombia: 27 personas
- Uruguay: 17 personas
- Brasil: 10 personas

### Hogares
En el partido hay un total de 7 619 viviendas  y 6 748 hogares. 
En cuanto al régimen de tenencia y regularidad de la propiedad de las viviendas, el 60,9% es propia, el 20,5% es alquilada, el 10,9% es cedida o prestada, y el resto se encuentra en otra situación.
Sobre el total de hogares, 5 792 (85,8% del total) tiene acceso a red pública de agua corriente, 4 598 (68,1% del total) tiene desagüe y descarga a red pública cloacal, 3 528 (52,2% del total) tiene acceso a red pública de gas, y 5 311 (78,7% del total) tiene acceso a red de internet en la vivienda. 

## Atractivos turísticos
- Club de Pesca "La Glorieta". Se encuentra en la costa sudoeste de la laguna Juancho. En este espejo de agua recuperado para la pesca deportiva se pueden recolectar pejerreyes.

- Parque de 14 ha arboladas, que anteceden a un espejo de agua de forma alargada, con bahías, costas con barrancas bajas y juncales, y una profundidad máxima de 3 metros. El principal afluente es el arroyo Huascar, también emisario, ya que ingresa por el sudoeste, y compuerta mediante, por el sector nordeste sigue su recorrido para aportar fluido a otros embalses. El fondo es barroso y con una franja de tosca frente al refugio del Club de Pesca Pirovano.

- El "Festival de la Fortinera Deroense" se estableció en 1981, por iniciativa de Ricardo Pérez Apellaniz, con el propósito de rendir homenaje a la mujer fortinera, realizándose manifestaciones artísticas, tanto de música, canto y danza popular, además de la elección de la "Fortinera Deroense" y sus escoltas. Se desarrollaba en la Plaza San Martín hasta 1996, año en que se inauguró el Anfiteatro Felisa Meaca ubicado en el Parque Ingeniero Ángel Martín. El festival tiene tres noches de duración, y se realiza de forma anual.

- "Expo Daireaux" es una exposición anual donde confluyen todos aquellos relacionados con el campo y el comercio zonal. La muestra permite conocer el potencial económico de la región y hacer contactos.

## Distancias
- Buenos Aires: 400 km.
- La Plata: 440 km
- Quequén: 370 km.
- Bahía Blanca: 300 km.

## Transporte aéreo
El partido cuenta con un aeroclub, con 3 pistas N-S 1,2 km, E-O 900 m, y NE-SE 850 m, operable con máquinas de hasta 5,7 t. El tiempo de vuelo desde Buenos Aires es de entre 30 a 60 minutos, dependiendo del tipo de aeronave.

## Localidades que componen el partido
- Daireaux, (Cuartel I) cabecera, (12,122 habitantes según el censo de 2010)
- Mouras, Salazar (Cuartel VIII) (1.924 hab.)
- Arboledas (Cuartel III) (599 hab.)
- Louge
- La Copeta (Cuartel IV)
- La Larga (Cuartel V) (85 hab.)
- La Manuela (51 hab.),
- Andant (Cuartel VI) (40 hab.)
- Luro (10 hab.)
- Coronel Marcelino Freyre, Enrique Lavalle (Cuartel XI)

## Gobierno Municipal

### Intendentes desde 1983
| Intendente               | Mandato                                           | Partido | Partido | Alianza | Alianza | Elecciones |
| ------------------------ | ------------------------------------------------- | ------- | ------- | ------- | ------- | ---------- |
| Adolfo Fernando Carrique | 10 de diciembre de 1983 - 10 de diciembre de 1987 |         | UCR     |         | —       | 1983       |
| Jorge Omar Carlé         | 10 de diciembre de 1987 - 25 de julio de 1990     |         | UCR     | 1987    | —       |            |
| Jorge Francisco Munarriz | 25 de julio de 1990 - 10 de diciembre de 1991     |         | UCR     | 1987    | —       |            |
| Jorge Francisco Munarriz | 10 de diciembre de 1991 - 10 de diciembre de 1995 | 1991    | UCR     |         | —       |            |
| Luis Alberto Oliver      | 10 de diciembre de 1995 - 10 de diciembre de 1999 |         | UCR     | 1999    | —       |            |
| Luis Alberto Oliver      | 10 de diciembre de 1999 - 10 de diciembre de 2003 |         | UCR     | Alianza | 1999    |            |
| Luis Alberto Oliver      | 10 de diciembre de 2003 - 10 de diciembre de 2007 |         | UCR     | —       | 2003    |            |
| Luis Alberto Oliver      | 10 de diciembre de 2007 - 10 de diciembre de 2009 | 2007    | UCR     | —       |         |            |
| Esteban Jorge Hernando   | 10 de diciembre de 2009 - 10 de diciembre de 2011 | 2007    |         | —       | UCR     |            |
| Esteban Jorge Hernando   | 10 de diciembre de 2011 - 10 de diciembre de 2015 |         | UDESO   | 2011    | UCR     |            |
| Esteban Alejandro Acerbo | 10 de diciembre de 2015 - 10 de diciembre de 2019 |         | PJ      |         | FPV     | 2015       |
| Esteban Alejandro Acerbo | 10 de diciembre de 2019 - 10 de diciembre de 2023 |         | PJ      | FdT     | 2019    |            |
| Esteban Alejandro Acerbo | 10 de diciembre de 2023 - En el cargo             |         | PJ      | UP      | 2023    |            |

1. ↑  Fallece en el cargo.
2. 1 2  Asume como interino.
3. ↑  Renunció al cargo para asumir como diputado provincial.